# Moorhüttenteich
Der Moorhüttenteich ist eine ehemalige Tongrube im Stadtteil Volkmarode in Braunschweig, Niedersachsen.  Die Umgebung des Teichs ist nach Stilllegung der zugehörigen Dampfziegelei ab 1978 mit Wohnhäusern bebaut und der Rand zu einem Naherholungsgebiet umgestaltet worden.

## Geographie und Geologie
Der Moorhüttenteich liegt im nordwestlichen Ortsbereich von Volkmarode. Seine Umgebung wird zum Sandbach entwässert. Er ist von einem etwa 20 Meter breiten Grünbereich umgeben, an den sich mit Ausnahme der Nordseite Wohnbebauung anschließt. Nach Norden geht die Landschaft in die Schunteraue über.
In dem Aufschluss findet man Ziegeleiton mit Gipskristallen und Toneisenstein sowie Geoden der Unterkreide, speziell Barremium.

## Geschichte
Der Name geht auf die Ziegelei Moorhütte zurück, die 1799 von dem Braunschweiger Verleger Friedrich Vieweg mit dem Zweck gegründet wurde, sein Verlagsgebäude am Burgplatz, das heutige Landesmuseum, errichten zu lassen. Die Ziegelei befand sich über vier Generationen im Besitz der Familie, wurde 1893 verkauft und ging 1900 an Fritz Deike über. Auch dessen Familie führte über drei Generationen den Betrieb weiter, bis er 1978 geschlossen wurde. Nach Einstellung der Produktion wurden die Fabrikgebäude abgerissen und an ihrer Stelle die Moorhütten-Siedlung erbaut.
Der Name „Moorhüttenteich“ wird in den offiziellen Karten der Stadt Braunschweig geführt. Da das Gewässer auch die Eigenschaften eines Sees aufweist, kann er auch als Moorhüttensee betitelt werden.

## Angelgewässer
Der Teich ist im Besitz der Stadt Braunschweig, die ihn an einen Braunschweiger Angelverein verpachtet hat. Dieser zählt im Fischbestand Aal, Barsch, Hecht, Karpfen, Schleie, Weißfisch und Zander auf.